# Moko (gryzoń)
Moko (Kerodon) – rodzaj ssaków z podrodziny kapibar (Hydrochoerinae) w obrębie rodziny kawiowatych (Caviidae).

## Rozmieszczenie geograficzne
Rodzaj obejmuje gatunki występujące endemicznie w Brazylii.

## Morfologia
Długość ciała 297–384 mm, ogona brak, długość tylnej stopy 62–72 mm, długość ucha 32–35 mm; masa ciała 612–1000 g.

## Systematyka
Rodzaj zdefiniował w 1825 roku francuski zoolog i paleontolog Frédéric Cuvier w publikacji swojego autorstwa poświęconej cechom zoologicznym zębów ssaków. Gatunkiem typowym jest (oznaczenie monotypowe) moko skalny (K. rupestris).

### Etymologia
Kerodon (Kerodons, Cerodon, Ceratodon): gr. κερας keras, κερατος keratos ‘róg’; οδους odous, οδοντος odontos ‘ząb’.

### Podział systematyczny
Do rodzaju należą następujące gatunki:
| Grafika | Gatunek           | Autor i rok opisu              | Nazwa zwyczajowa | Podgatunki         | Rozmieszczenie geograficzne                                                       | Podstawowe wymiary              | Status IUCN |
| ------- | ----------------- | ------------------------------ | ---------------- | ------------------ | --------------------------------------------------------------------------------- | ------------------------------- | ----------- |
|         | Kerodon rupestris | (Wied-Neuwied, 1820)           | moko skalny      | gatunek monotypowy | Ceará na południe do północnego Minas Gerais                                      | DC: około 30 cm MC: około 612 g | LC          |
|         | Kerodon acrobata  | Moojen, Locks & Langguth, 1997 | moko zwinny      | gatunek monotypowy | północno-wschodnie Goiás, przyległe Tocantins (na zachód od Serra Geral de Goiás) | DC: około 38 cm MC: około 1 kg  | DD          |

Kategorie IUCN:  LC  – gatunek najmniejszej troski,  DD  – gatunki o nieokreślonym stopniu zagrożenia.